# 志道廣良
志道廣良（1467年—1557年7月26日），日本戰國時代的武將。安藝的毛利氏家臣。毛利氏重臣，毛利十八將之一。志道城主。受領名是上野介。志道元良之子，口羽通良之兄(還有一種說法是通良是廣良之子)。

## 生涯
志道氏本姓為大江氏，家系起源於坂氏，為毛利氏庶家，世世代代輔佐毛利家家督，志道氏則由廣良之父志道元良開始。志道廣良在毛利興元時代正式參與毛利氏政務，不過，廣良很早已經留意到興元弟弟元就的才能，兩人有著親密的交往。 
興元之子毛利幸松丸的夭亡後，毛利元就與異母弟相合元綱(受重臣坂廣秀、桂廣澄支持，並受尼子家臣龜井秀綱挑撥)為繼承家督而產生不和，廣良大力支持元就，並且跟其他14位毛利氏宿老一起遞交連署的起請文，足利將軍家同意元就繼位，志道廣良很快地解決了家督的爭端。但是坂廣秀，桂廣澄，渡邊勝等密謀以武力幫助元綱取代元就。
1524年，毛利元就收到相合元綱即將叛變的消息，決定先下手為強，他和志道廣良領兵直攻元綱居城船山城，廣良一箭將當時酩酊大醉的元綱拿下。坂廣秀、桂廣澄兩人不久自盡，於是廣良的次子志道元貞（坂元貞）入繼坂氏。廣良此後擔任元就的智囊，而且輔佐元就嫡子毛利隆元。廣良在教導隆元的時候，教導隆元『君是船，臣是水』的道理，成為佳話。
因為廣良嫡子志道廣長早死，所以廣良早在1539年，就將家督讓給嫡孫志道元保。廣良人生幾乎跨越整個戰國時代，出生於應仁之亂時期，逝世時毛利氏已由安藝小豪族變成西國大大名，是當時极少數享有超過90歲高齡的人（當時只有北條幻庵和國司元相二人可與之相提並論，然而兩人皆年輕於廣良）。